# Brooke Adamsová (herečka)
Brooke Adamsová (* 8. února 1949 New York) je americká filmová a televizní herečka. Jejím prvním významnějším filmovým počinem role Abby v romantickém dramatu Nebeské dny z roku 1978, objevila se i ve filmech Mrtvá zóna nebo Invaze zlodějů těl.
V mládí se věnovala baletu a navštěvovala kurzy v tanečním studiu své tety v Michiganu. V roce 2002 se provdala za herce Tonyho Shalhouba, se kterým adoptovali dvě děti.

## Výběr z filmografie
- První velká vlaková loupež (1978)
- Nebeské dny (1978)
- Invaze zlodějů těl (1978)
- Mrtvá zóna (1983)
- Pěna zabiják (1985)
- Natankovat, najíst se a vyspat (1992)
- Dívčí klub (1995)
- Záhada Lucy Keyes (2005)
- Vdaná snoubenka (2008)